# Григорьев, Егор Егорович
Егор Егорович Григорьев (1 апреля 1924 — 26 апреля 1985) — сержант Красной армии; участник Великой Отечественной войны, полный кавалер ордена Славы.

## Биография
Родился 1 апреля 1924 года в селе Коршево (ныне Бобровский район, Воронежская область) в крестьянской семье. По национальности русский. В 1937 году отец Егора, участник Гражданской войны, был мобилизован в армию и семья переехала в Забайкалье, в Читинскую область. Здесь же в Егор окончил 7-й класс. В 1939 году отец погиб в боях не реке Халхин-Гол и семья вернулась в Воронежскую область. Здесь Егор окончил курсы трактористов, и начал работать по специальности в совхозе «Степной».
В Красной армии с июня 1942 года. Служил в запасном полку сначала учился на сапёра, затем на водителя, но на фронт был отправлен артиллеристом, наводчиком орудия. В действующую армию попал в сентябре 1943 года. Первым боем для него стал бой за Мелитополь.
К лету 1944 года был наводчиком орудия 435-го истребительно-противотанкового полка 8-й отдельной истребительно-противотанковой артиллерийской бригады. В составе этой бригады служил  до конца войны. В ходе форсирования Вислы и боёв за удержание плацдарма получил свои первые боевые награды.
В ночь с 31 июля на 1 августа 1944 года при форсировании частью Вислы младший сержант Егор Григорьев вместе с расчётом под сильным вражеским огнём переправил на другой берег реки орудие и боеприпасы. Артиллеристы на руках перекатили орудия на 1,5 километра до передовой, в район огневых позиций батареи близ населенного пункта Бжесце (близ Радом, Польша). 2 августа того же года действуя с открытой огневой позиции прямой наводкой уничтожил 2 огневые точки и приблизительно 20 вражеских солдат. Во время этого боя получил осколочное ранение в руку, но продолжил оставаться в строю. 25 августа 1944 года Егор Григорьев был награждён орденом Славы 3-й степени.
В ходе последующих боёв за расширение плацдарма на западном берегу Вислы, двигаясь в боевых порядках пехоты, под вражеским огнём первым занял огневую позицию и точным огнём прямой наводкой подавил противотанковое орудия и уничтожил около 10 немецких солдат. 31 августа 1944 года был награждён орденом Красной Звезды.
5 марта 1945 года близ населенного пункта Лабес (ныне город Лобез, находится в 50 километрах северо-восточнее города Старгард-Щециньски, Польша) сержант Егор Григорьев во время отражении вражеских контратак повредил танк, вывел из строя две пушки, 6 повозок с продовольствием и боеприпасами и уничтожил около 10 вражеских солдат. Был представлен к награждению орденом Славы 2-й степени. 7 мая 1945 года  Егор Григорьев был награждён орденом Славы 2-й степени.
На завершающем этапе Великой Отечественной войны принимал участие в Берлинской наступательной операции, во время этих боев был командиром расчёта.
19 апреля 1945 года близ Лебуса (7 километрах от Франкфурта-на-Одере, Германия) сержант Егор Григорьев с открытой огневой позиции уничтожил вражеский пулемёт пулемет, около 10 немецких солдат  разрушил вражеский ДЗОТ. Во время этого боя получил тяжёлое ранение в голову. Был представлен к награждении орденом Славы 1-й степени.15 мая 1946 года Егор Григорьев был награждён орденом Славы 1-й степени, став полным кавалером ордена Славы.
После выздоровления был демобилизован. После демобилизации вернулся в Воронежскую область, где работал столяром в совхозе «Степной». Проживал в селе Степное (Ольховатский район), где и умер 26 апреля 1985 года. Был похоронен на кладбище в селе Юдановка (Бобровский район).

## Память
В честь Егора Григорьева был назван переулок в поселке совхоза «Степной».

## Награды
- Орден Отечественной войны 1-й степени (11 марта 1985)[1][2][3];
- Орден Красной Звезды (31 августа 1944)[1][2][4];
- Полный кавалер ордена Славы:

- Орден Славы 1-й степени (15 мая 1946 — 2178);
- Орден Славы 2-й степени (7 мая 1945 — № 32819);
- Орден Славы 3-й степени (25 августа 1944 — № 164046);

- так же ряд медалей[1][2].